# Sant'Apollonia (Piero della Francesca)
Un Sant'Apollonia è un dipinto, tecnica mista su tavola a fondo oro (38,8x28 cm), attribuito a Piero della Francesca o a un aiuto di bottega, databile al 1454-1469 e conservato nella National Gallery of Art di Washington. Si tratta di uno dei pannelli secondari dello smembrato e parzialmente disperso Polittico di Sant'Agostino, originariamente dipinto per la vecchia chiesa agostiniana di Sansepolcro, oggi Santa Chiara. L'inclinazione della santa dimostra che esso era nella metà destra.

## Storia
Del polittico si conosce la data del contratto, 4 ottobre 1454, e quella dell'ultimo pagamento, 14 novembre 1469.
Spostato probabilmente col trasferimento degli Agostiniani, dovette finire in una posizione secondaria, per essere poi smembrato. Verso la fine del XIX secolo comparve sul mercato antiquario. Il pannello di Sant'Apollonia venne acquistato da Philip Lehman nel 1914 e venduto poi alla Samuel H. Kress Foundation nel 1943, per poi essere donato alla NGA nel 1952.

## Descrizione e stile
Della santa si riconosce l'attributo della tenaglia con il dente che, secondo la tradizione, le venne cavato con la forza. L'abito ha colori brillanti, in contrasto con gli scuri abiti agostiniani degli altri santi della serie (oggi alla Frick Collection di New York), con un mantello rosso e una tunica azzurra. Sebbene lo stile composto e solenne della posa rimandi a un disegno del maestro, le sfumature un po' schematiche e rigide fanno propendere per la realizzazione con aiuti di bottega.
Non è chiaro se questi piccoli pannelli si trovassero nel registro superiore oppure nella predella del polittico.